# Lyon Motor Works
Lyon Motor Works Inc. war ein US-amerikanischer Hersteller von Automobilen.

## Unternehmensgeschichte
Das Unternehmen wurde am 28. Juni 1982 in Ramona in Kalifornien gegründet. Inhaber war Russell Lyon. Im gleichen Jahr begann die Produktion von Automobilen. Der Markenname lautete Lyon. Nach dem 11. Mai 1992 ist nichts mehr bekannt.

## Fahrzeuge
Im Angebot standen hochwertige, per Hand gefertigte Fahrzeuge im Stil der 1930er Jahre. Der Mk V war ein Roadster. Ein selbst angefertigter Leiterrahmen bildete die Basis. Die offene Karosserie bestand aus Paneelen aus Stahl. Ein Sechszylindermotor von Jaguar leistete mit Kompressor 375 PS. Von diesem Modell entstanden etwa drei Fahrzeuge, die für 150.000 US-Dollar angeboten wurden.
Der Mk VI war die Ausführung als Cabriolet. Er hatte wahlweise Sechszylinder- oder V12-Motoren von Jaguar, die ebenfalls aufgeladen waren.